# William Hartnell
William Henry Hartnell (født 8. januar 1908 i St. Pancras, London, England, død 23. april 1975 i Marden, Kent, England) var en britisk skuespiller, som var den første til at spille Doktoren i science fiction-serien Doctor Who fra 1963 til 1966.